# 에르주룸주

에르주룸주의 위치

에르주룸주(튀르키예어: Erzurum ili)는 튀르키예 동부에 위치한 주로, 동아나톨리아 지역에 속한다. 주도는 에르주룸이며 면적은 25,066km2, 인구는 958,875명(2006년 기준), 자동차 번호는 25번, 시외전화 지역번호는 0442번이다. 동쪽으로는 카르스주와 아르주, 남쪽으로는 무슈주와 빙괼주, 서쪽으로는 에르진잔주와 바이부르트주, 북쪽으로는 리제주와 아르트빈주, 북동쪽으로는 아르다한주와 접하며 19개 군을 관할한다.